# Whitney Peak
Whitney Peak är en bergstopp i Antarktis. Den ligger i Västantarktis. Inget land gör anspråk på området. Toppen på Whitney Peak är 3 005 meter över havet, eller 439 meter över den omgivande terrängen. Bredden vid basen är 3,9 km. Whitney Peak ingår i Executive Committee Range.
Terrängen runt Whitney Peak är huvudsakligen lite bergig. Trakten är obefolkad. Det finns inga samhällen i närheten.